# クルスク州の行政区画
クルスク州の行政区画（クルスクしゅうのぎょうせいくかく）では、ロシア連邦、クルスク州の行政区画について記述する。

## 行政区画
クルスク州は5つの町、24の地区から構成される。
- 町 (クルスク州の管轄下)
  - クルスク (Курск) (行政中心地)
  - クルチャトフ (Курчатов)
  - リゴフ (Льгов)
  - シグリ (Щигры)
  - ジェレズノゴルスク (Железногорск)
- 地区(ラヨン)
  - ベーラヤ地区 (Беловский)
  - ボリショエ・ソルダーツコエ地区 (Большесолдатский)
  - チェレミシノヴォ地区 (Черемисиновский)
  - ドミトリエフ地区 (Дмитриевский)
  - ファテジ地区 (Фатежский)
  - グルシコヴォ地区 (Глушковский)
  - ゴルシェチノエ地区 (Горшеченский)
  - カストルノエ地区 (Касторенский)
  - ホムトフカ地区 (Хомутовский)
  - コヌィショーフカ地区 (Конышёвский)
  - コーレネヴォ地区 (Кореневский)
  - クルチャトフ地区 (Курчатовский)
  - クルスク地区 (Курский)
  - リゴフ地区 (Льговский)
  - マントゥロヴォ地区 (Мантуровский)
  - メードヴェンカ地区 (Медвенский)
  - オボヤーニ地区 (Обоянский)
  - オクチャブリ地区 (十月地区) (Октябрьский)
  - ポヌィリ地区 (Поныровский)
  - プリステニ地区 (Пристенский)
  - ルイリスク地区 (Рыльский)
  - シチグルイ地区 (Щигровский)
  - ソーンツェヴォ地区 (Солнцевский)
  - ソビエト地区 (Советский)
  - スジャ地区 (Суджанский)
  - チム地区 (Тимский)
  - ジェレズノゴルスク地区 (Железногорский)
  - ゾロトゥヒノ地区 (Золотухинский)